# 랜더관박쥐
랜더관박쥐(Rhinolophus landeri)는 관박쥐과에 속하는 박쥐의 일종이다. 아프리카에서 발견된다. 자연 서식지는 건조 사바나 지역과 습윤 사바나, 동굴이다.

## 특징
전체 몸길이가 63~83mm인 작은 박쥐로 전완장은 35~49mm, 꼬리 길이는 21~31mm이다. 발 길이는 7~9mm, 귀 길이는 13~20mm, 몸무게는 최대 10g이다. 털은 길고 무성하며 솜털처럼 부드럽다. 등 쪽은 황갈색과 회색빛 또는 갈색빛 회색을 띠고 털 끝으로 갈수록 색이 짙어지는 반면에 배 쪽은 약간 밝다.

## 생태
최대 1,000마리씩 무리를 지어 동굴과 바위 무더기, 탄광굴, 지붕 아래, 우물 속, 땅 아래 구멍, 바오밥나무 등과 같은 큰 나무 구멍 속 등에서 생활한다. 암수 함께 생활한다. 먹이는 약 2m 위의 땅을 나는 나방과 나비, 다양한 메뚜기와 작은 딱정벌레 등이다.

## 분포 및 서식지
세네갈부터 동쪽으로 에티오피아 중부와 남쪽으로 남아프리카공화국 남부 지역까지 사하라 이남 아프리카에 널리 분포한다. 해발 최대 1,981m 이하의 열대 우림과 유적림, 산지 숲, 관목 지대, 물가 숲 등에서 서식한다.

## 아종
3종의 아종이 알려져 있다.
- R. l. landeri - 세네갈, 감비아. 시에라리온, 코트디부아르, 부르키나파소, 가나, 토고, 베넹, 나이지리아, 카메룬, 리오무니, 비오코섬, 가봉, 중앙아프리카공화국, 공고민주공화국 남부와 서부.
- R. l. angolensis (Seabra, 1898) - 앙골라 중부와 서부.
- R. l. lobatus (Peters , 1852) - 수단 남부와 동부, 에티오피아 서부와 중부, 케냐. 우간다, 르완다, 부룬디, 탄자니아. 잔지바르, 콩고민주공화국 동부와 남부, 앙골라 북부, 잠비아, 짐바브웨, 말라위 남부, 모잠비크 서부, 남아프리카공화국 남동부와 동부.